# جون باركن
جون باركن (بالإنجليزية: Jon Parkin)‏ (30 دجنبر 1981 بارنسلي المملكة المتحدة) هو لاعب كرة قدم بريطاني يلعب كمهاجم.

## روابط خارجية
- جون باركن على موقع قاعدة بيانات كرة القدم.إي يو (الإنجليزية)
- جون باركن على موقع Soccerbase.com (لاعب) (الإنجليزية)
- جون باركن على موقع Soccerway.com (الإنجليزية)